# Kàmenski (Sverdlovsk)
|  | Per a altres significats, vegeu «Kàmenski». |

Kàmenski (en rus: Каменский) és un poble (un possiólok) de l'óblast de Sverdlovsk, a Rússia, segons el cens del 2010 tenia 52 habitants.